# Beijing Schmidt CCD Asteroid Program

Le Beijing Schmidt CCD Asteroid Program ou BAO Schmidt CCD Asteroid Program ou SCAP est un projet organisé en mai 1995 par l'observatoire astronomique de Pékin et fondé par l'Académie chinoise des sciences. Son but est la découverte d'astéroïdes géocroiseurs et de comètes.

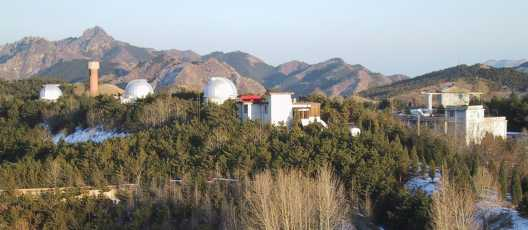
Observatoire de Xinglong, province de Hebei, Chine

## Instrument
Le SCAP utilise un télescope de Schmidt de 60/90 cm équipé avec une caméra CCD 2048x2048, installé à la station BAO Xinglong dans la province de Hebei.

## Découvertes
De 1995 à 1999, SCAP a détecté une comète, 2460 nouveaux astéroïdes et observé 43860 autres astéroïdes, c'est le cinquième plus grand découvreur d'astéroïdes de cette époque. Cinq de ces objets sont des astéroïdes géocroiseurs, deux d'entre eux ont été considérés comme potentiellement dangereux. En 2002 un astéroïde géocroiseur a été découvert proche de la Lune.
Le Centre des planètes mineures lui attribue la découverte de 1304 astéroïdes numérotés entre 1994 et 2002 sous le nom Beijing Schmidt CCD Asteroid Program.

### Liste d'objet notables découverts
| Nom                   | Désignation provisoire | Date de découverte | Remarque                                                                                                  |
| --------------------- | ---------------------- | ------------------ | --- |
| (7072) Beijingdaxue   | 1996 CB8               | 3 février 1996     | astéroïde nommé d'après l'université de Beijing                                                           |
| (7800) Zhongkeyuan    | 1996 EW2               | 11 mars 1996       | astéroïde nommé d'après l'Académie chinoise des sciences                                                  |
| (13651) 1997 BR       | 1997 BR                | 20 janvier 1997    | potentiellement dangereux                                                                                 |
| (29552) Chern         | 1998 CS2               | 15 février 1998    | Astéroïde nommé d'après le mathématicien chinois Chern Shiing-shen                                        |
| (31065) Beishizhang   | 1996 TZ13              | 10 octobre 1996    | astéroïde de la ceinture principale                                                                       |
| (136849) 1998 CS1     | 1998 CS1               | 9 février 1998     | potentiellement dangereux                                                                                 |
| C/1997 L1 (Zhu-Balam) | C/1997 L1              | 3 juin 1997        | Comète nommée d'après le directeur de SCAP Jin Zhu et le codécouvreur Dave Balam (Université de Victoria) |

### Liste des astéroïdes nommés
| (7072) Beijingdaxue      | 3 février 1996    |
| (7145) Linzexu           | 7 juin 1996       |
| (7494) Xiwanggongcheng   | 28 octobre 1995   |
| (7497) Guangcaishiye     | 17 décembre 1995  |
| (7681) Chenjingrun       | 24 décembre 1996  |
| (7683) Wuwenjun          | 19 février 1997   |
| (7800) Zhongkeyuan       | 11 mars 1996      |
| (8050) Beishida          | 18 septembre 1996 |
| (8117) Yuanlongping      | 18 septembre 1996 |
| (8311) Zhangdaning       | 3 octobre 1996    |
| (8313) Christiansen      | 19 décembre 1996  |
| (8315) Bajin             | 25 novembre 1997  |
| (8412) Zhaozhongxian     | 7 octobre 1996    |
| (8423) Macao             | 11 janvier 1997   |
| (8425) Zirankexuejijin   | 14 février 1997   |
| (8917) Tianjindaxue      | 9 mars 1996       |
| (8919) Ouyangziyuan      | 9 octobre 1996    |
| (9092) Nanyang           | 4 novembre 1995   |
| (9221) Wuliangyong       | 2 décembre 1995   |
| (9442) Beiligong         | 2 avril 1997      |
| (9668) Tianyahaijiao     | 3 juin 1997       |
| (10388) Zhuguangya       | 25 décembre 1996  |
| (10410) Yangguanghua     | 4 décembre 1997   |
| (10611) Yanjici          | 23 janvier 1997   |
| (10911) Ziqiangbuxi      | 19 décembre 1997  |
| (10929) Chenfangyun      | 1er février 1998  |
| (10930) Jinyong          | 6 février 1998    |
| (11351) Leucos           | 12 octobre 1997   |
| (11637) Yangjiachi       | 24 décembre 1996  |
| (12418) Tongling         | 23 octobre 1995   |
| (12935) Zhengzhemin      | 2 octobre 1999    |
| (14147) Wenlingshuguang  | 23 septembre 1998 |
| (14558) Wangganchang     | 19 novembre 1997  |
| (14656) Lijiang          | 29 décembre 1998  |
| (15001) Fuzhou           | 21 octobre 1997   |
| (16757) Luoxiahong       | 18 septembre 1996 |
| (16982) Tsinghua         | 10 janvier 1999   |
| (17606) Wumengchao       | 28 septembre 1995 |
| (17693) Wangdaheng       | 15 février 1997   |
| (18550) Maoyisheng       | 9 janvier 1997    |
| (18593) Wangzhongcheng   | 5 janvier 1998    |
| (18639) Aoyunzhiyuanzhe  | 5 mars 1998       |
| (19258) Gongyi           | 24 mars 1995      |
| (19282) Zhangcunhao      | 14 janvier 1996   |
| (19298) Zhongkeda        | 20 septembre 1996 |
| (19366) Sudingqiang      | 6 novembre 1997   |
| (21313) Xiuyanyu         | 10 décembre 1996  |
| (23686) Songyuan         | 8 mai 1997        |
| (23692) Nandatianwenners | 20 mai 1997       |
| (23701) Liqibin          | 3 août 1997       |
| (24956) Qiannan          | 26 septembre 1997 |
| (25146) Xiada            | 24 septembre 1998 |
| (25240) Qiansanqiang     | 16 octobre 1998   |
| (26188) Zengqingcun      | 22 décembre 1996  |

| (27895) Yeduzheng         | 6 juin 1996       |
| (27966) Changguang        | 16 septembre 1997 |
| (28242) Mingantu          | 6 janvier 1999    |
| (28468) Shichangxu        | 12 janvier 2000   |
| (29438) Zhengjia          | 26 juin 1997      |
| (29467) Shandongdaxue     | 15 octobre 1997   |
| (29552) Chern             | 15 février 1998   |
| (30991) Minenze           | 28 septembre 1995 |
| (31012) Jiangshiyang      | 10 février 1996   |
| (31065) Beishizhang       | 10 octobre 1996   |
| (31129) Langyatai         | 26 septembre 1997 |
| (31230) Tuyouyou          | 18 janvier 1998   |
| (32928) Xiejialin         | 20 août 1995      |
| (33000) Chenjiansheng     | 11 février 1997   |
| (35313) Hangtianyuan      | 2 janvier 1997    |
| (35366) Kaifeng           | 18 octobre 1997   |
| (39860) Aiguoxiang        | 17 février 1998   |
| (43259) Wangzhenyi        | 8 février 2000    |
| (46669) Wangyongzhi       | 6 juin 1996       |
| (47005) Chengmaolan       | 16 octobre 1998   |
| (48619) Jianli            | 21 mai 1995       |
| (48636) Huangkun          | 28 septembre 1995 |
| (48700) Hanggao           | 17 avril 1996     |
| (48798) Penghuanwu        | 6 octobre 1997    |
| (52487) Huazhongkejida    | 6 décembre 1995   |
| (55838) Hagongda          | 7 juin 1996       |
| (55892) Fuzhougezhi       | 1er décembre 1997 |
| (56088) Wuheng            | 14 janvier 1999   |
| (58605) Liutungsheng      | 8 octobre 1997    |
| (59000) Beiguan           | 17 septembre 1998 |
| (59425) Xuyangsheng       | 7 avril 1999      |
| (66885) Wangxiaomo        | 12 novembre 1999  |
| (69869) Haining           | 25 septembre 1998 |
| (79316) Huangshan         | 18 avril 1996     |
| (79418) Zhangjiajie       | 3 juin 1997       |
| (79419) Gaolu             | 26 juin 1997      |
| (85293) Tengzhou          | 12 septembre 1994 |
| (85472) Xizezong          | 9 juin 1997       |
| (85558) Tianjinshida      | 3 janvier 1998    |
| (90825) Lizhensheng       | 28 septembre 1995 |
| (90826) Xuzhihong         | 14 octobre 1995   |
| (90830) Beihang           | 25 octobre 1995   |
| (91001) Shanghaishida     | 18 janvier 1998   |
| (91023) Lutan             | 23 février 1998   |
| (92209) Pingtang          | 26 décembre 1999  |
| (100434) Jinyilian        | 6 juin 1996       |
| (118418) Yangmei          | 14 octobre 1999   |
| (120569) Huangrunqian     | 24 mars 1995      |
| (120942) Rendafuzhong     | 1er octobre 1998  |
| (121001) Liangshanxichang | 22 décembre 1998  |
| (121007) Jiaxingnanhu     | 10 janvier 1999   |
| (121547) Fenghuotongxin   | 11 novembre 1999  |
| (137039) Lisiguang        | 26 octobre 1998   |
| (148081) Sunjiadong       | 11 janvier 1999   |
| (175718) Wuzhengyi        | 2 février 1997    |
| (192353) Wangdazhong      | 14 octobre 1995   |

## Statut récent
Dans une conversation[Quand ?] avec Michael Pain, le directeur du projet SCAP, Jin Zhu, a dit que le temps alloué d'utilisation du télescope de Schmidt a été significativement réduit[Quand ?] en vue de son utilisation par d'autres projets de l'observatoire.[réf. nécessaire]